# Primer sitio de Ceuta (1419)
El sitio de Ceuta de 1419 se libró entre las fuerzas sitiadoras del sultanato benimerín de Marruecos, lideradas por el sultán Abu Said Uthman III, incluidas fuerzas aliadas del Emirato de Granada, y la guarnición portuguesa de Ceuta, encabezada por Pedro de Menezes. Tras la pérdida de la ciudad en un ataque sorpresa en 1415 conocido como la Batalla de Ceuta, el sultán reunió un ejército cuatro años después y sitió la ciudad. Los portugueses reunieron una flota al mando de los príncipes Enrique el Navegante y Juan de Portugal para recuperar Ceuta. Según los cronistas, la flota de socorro resultó bastante innecesaria. En una táctica audaz. Pedro de Menezes dirigió la guarnición portuguesa en una salida contra el campamento de asedio benimerín y forzó el levantamiento del asedio incluso antes de que llegara la flota de socorro.
Culpado de perder Ceuta, el sultán benimerí fue asesinado en un golpe de Estado en Fez en 1420, dejando sólo a un hijo como heredero. Marruecos cayó en un caos anárquico, mientras pretendientes rivales competían por el trono y los gobernadores locales se forjaban feudos regionales, vendiendo su apoyo al mejor postor. La crisis política en Marruecos alivió la presión sobre Ceuta para los próximos años.